# ゆずポンマスク
ゆずポンマスクは、「グラレスラー」愛川ゆず季が変身するマスクウーマン。

## 概要
2011年4月24日、スターダムの新木場1stRING大会でデビュー。
2013年4月14日、STARDOM MASK FIESTA 新木場1stRING大会にてラストマッチ。
2017年10月29日、MASK FIESTA2017にトークで参加後、メインのスペシャル6人タッグマッチに乱入する。

## 戦歴
- 2011年4月24日、キッズファイター「夢（はるか）」と3分エキシビジョンで時間切れドロー（スターダム 新木場1stRING）
- 2011年8月21日、爆乳戦隊パイレンジャー・パイブルーと３分エキシビジョンで時間切れドロー（ゆずポン祭4 新木場1stRING）
- 2012年3月4日、IOTICAと5分エキシビジョンで時間切れドロー（紫雷イオ・デビュー5周年記念興行 新木場1stRING）
- 2013年4月14日、ミル・マスカラス & IOTICAとのタッグで、ブラックタイガーV & パッション・セブン & MAYUCICAに勝利（STARDOM MASK FIESTA 新木場1stRING）

## エピソード
- マスク好きのファンの要望により、デビューが実現。
- リングネームを名付けたのは、スターダム社長のロッシー小川。
- デビュー当初は、あくまでも「正体は愛川ゆず季に憧れて女子プロレスラーになった選手」という設定だった。
- 爆乳戦隊パイレンジャー・パイブルーとの試合のみ、愛川ゆず季に代わり紫雷イオがマスクを被った。
- プロレスラー引退後も「ゆずポンマスク」は継続しており、自身のブログにも頻繁に登場している。また親友の浜田翔子等も「ゆずポンマスク」を被り一緒に掲載される事もある。
- グラドル自画撮り部でも「ゆずポンマスク」として参加している。公式部員番号は301。

## マスクの概要
- 2011年～2013年「YN製」。2013年～「オオヤ製」。
- 元のデザインはタイガーマスク
- 初期モデルにはティグレFUKAのパーツも一部使用され、後継モデルであることを表す。
- 特徴は頬から後頭部にかけての「ゆずポン」の文字。
- 初期モデルから続く頭頂部のリボン模様は「キャンディキャンディ」をイメージ。
- 後期モデルから新たに付いたリボンは「キティちゃん」をイメージ。
- 2012年2月～3月制作のモデルは、通称「バトルゆずポン」と呼ばれる。
- ラストマッチ使用の「トロピカルゆずポン」、マスカラスとの記者会見で着用の「メキシコゆずポン」など、バリエーションも多彩。
- 2014年の愛川ゆず季イメージＤＶＤ撮影時からゆずポン本人プロデュースの新デザインマスクとなり、素材に豹柄を使用、頬の文字は「パイパイ」に。